# جایزه ملی علامه طباطبایی
جایزه ملی علامه طباطبایی، جایزه‌ای است که از سوی بنیاد ملی نخبگان از سال ۱۳۹۰ به استادان ممتاز دانشگاه‌ها و پژوهشگران برجسته ایرانی اعطا می‌شود. تاکنون طی دو دوره در مجموع ۷۲ تن مفتخر به دریافت این جایزه شده‌اند (۴۰ تن در سال ۱۳۹۰ و ۳۲ تن در سال ۱۳۹۱).

## ضوابط اعطای جایزه
ضوابط اعطای جایزه ملی علامه طباطبایی در آیین‌نامه اعطای تسهیلات و جایزه علمی علامه طباطبایی به برگزیدگان از میان استادان و پژوهشگران برجسته کشور تعیین شده‌است.

## تسهیلات اعطایی
طبق ماده ۴ آیین‌نامه اعطای تسهیلات و جایزه علمی علامه طباطبایی به برگزیدگان از میان استادان و پژوهشگران برجسته کشور تسهیلات اعطایی به برگزیدگان جایزه ملی علامه طباطبایی عبارت است از:
- نام‌گذاری جوایز علمی اعطایی از سوی بنیاد ملی نخبگان به دانشجویان نخبه و استعداد برتر و به نام برگزیدگان؛
- معرفی بعضی از برگزیدگان به فرهنگستان‌های کشور - برای بررسی عضویت؛
- معرفی بعضی از برگزیدگان به کمیسیون اعطای نشان‌های علمی؛
- اعطای کرسی علمی به مدت ۳ سال؛
- اعطای عنوان مشاور عالی پژوهشی بنیاد برای راهنمایی نخبگان؛
- معرفی برگزیدگان دارای رتبه استادی به وزارتخانه‌های علوم و بهداشت برای صدور مجوز پذیرش ۳ دانشجوی دکتری؛
- اهدای کمک هزینه حج عمره؛
- اهدای جایزه بنیاد؛
- میزبانی ۴ محقق پسادکتری؛ و
- میزبانی هم‌کار پژوهشی از دیگر کشورها در قالب فرصت مطالعاتی به مدت ۶ ماه.

## برگزیدگان
گروه علوم انسانی
1. مهدی محقق
2. کریم مجتهدی
3. لطف‌الله یارمحمدی
4. رضا داوری اردکانی
5. فرامرز رفیع پور
6. غلامرضا اعوانی
7. سید مهدی الوانی
8. صادق آیینه‌وند
9. دکتر فرهاد رحمانی نیا

گروه علوم پایه
1. حسن ابراهیم‌زاده معبود
2. مهدی بهزاد
3. سید عبادالله محمودیان
4. مجتبی شمسی پور
5. علی اکبر موسوی موحدی
6. احمد شعبانی
7. افسانه صفوی
8. محمد مهدی

گروه کشاورزی
1. کرامت الله ایزدپناه
2. مرتضی خوشخوی زهتاب
3. عزت‌الله کرمی

گروه فنی مهندسی
1. مصطفی سهراب پور
2. محمود یعقوب
3. علی کاوه
4. علی اکبر رمضانیانپور
5. مهدی باریکانی
6. جواد فیض
7. علی مقداری
8. سیامک نجاریان
9. امیر رضا خویی

گروه پزشکی
1. عباس شفیعی
2. محمد رضا زرین دست
3. فریدون عزیزی
4. علی اکبر ولایتی
5. ناصر سیم فروش
6. احمد رضا دهپور
7. رضا ملک‌زاده
8. حسین نجم‌آبادی
9. باقر لاریجانی
10. ایرج نبی پور
11. محمد عبداللهی

در این مراسم همچنین در اجرای اصل ۱۲۹ قانون اساسی جمهوری اسلامی ایران و با استناد به ماده ۲۰ آیین‌نامه اعطای نشان‌های دولتی به منظور قدرشناسی از فرهیختگان و نخبگان برجسته کشور به چهار نفر از شخصیت‌های علمی و هنری کشور، نشان ملی اعطا شد.
آیت الله سید علی اکبر قرشی به پاس صرف بیش از ۵۰ سال از عمر خود در تدریس و تفسیر قرآن کریم و تألیف کتب متعدد در حوزه دین به دریافت نشان درجه یک پژوهش، دکتر اسماعیل یزدی، متخصص آسیب‌شناسی و جراحی دهان، فک و صورت به پاس حدود پنج دهه تلاش علمی به دریافت نشان درجه یک دانش، سید عبدالمجید کیانی هندی به دلیل بیش از ۳۰ سال تلاش برای تعالی هنر به دریافت نشان درجه یک فرهنگ و هنر و دکتر عادل آذر به پاس خدمات علمی و پژوهشی خود به دریافت نشان درجه دو پژوهش مفتخر شدند.
تا کنون طی سه دوره در مجموع ۱۰۶ تن مفتخر به دریافت این جایزه شده‌اند (۴۰ تن در سال ۱۳۹۰ و ۴۲ تن در سال ۱۳۹۱و۴۴ تن در سال1393.)